# Isabel Maria de Alcântara
Isabel Maria de Alcântara, duchessa di Goiás (Rio de Janeiro, 23 maggio 1824 – Murnau am Staffelsee, 3 novembre 1898), è stata una nobildonna brasiliana, era la figlia illegittima dell'imperatore Pietro I del Brasile e della sua amante, la Marchesa di Santos.

## Biografia

### Origini
Isabel Maria fu registrata come figlia di genitori sconosciuti che venne abbandonata a casa del colonnello João de Castro (in realtà, suo nonno materno). In questa condizione, fu battezzata ventotto giorni dopo, il 31 maggio, nella chiesa di São Francisco Xavier do Engenho Velho, avendo come padrini i genitori della Marchesa di Santos, sua madre. Poco prima del suo secondo compleanno, l'imperatore Pietro I riconobbe pubblicamente la sua paternità (essendo l'unica tra i suoi discendenti illegittimi ad essere ufficialmente legittimato da lui) e chiese la modifica della sede del battesimo del bambino per dimostrarlo.

### Riconoscimento
Con un decreto del 24 maggio 1826, l'imperatore concesse a Isabel Maria il titolo di "Duchessa di Goiás", l'appellativo di Altezza e il diritto di usare il titolo onorifico "Doña", essendo la prima persona a detenere il grado ducale nel nuovo impero del Brasile. Il decreto imperiale suscitò scalpore nella corte brasiliana e l'evento fu celebrato con una festa in pompa magna, celebrata nel Palazzo di Caminho Novo, l'imponente residenza che l'Imperatore fece costruire per la sua amante, la Marchesa di Santos, sul periferia del Paço de São Cristóvão.
Il 6 giugno 1826 e davanti all'intera corte, Isabel Maria fu presentata ufficialmente all'imperatrice consorte Maria Leopoldina d'Austria. Da quel momento in poi, la duchessa di Goiás cominciò a frequentare quotidianamente il palazzo per essere educata insieme alle sorellastre paterne, figlie legittime della coppia imperiale.
Dopo la morte dell'imperatrice Maria Leopoldina nel dicembre 1826, Isabel Maria fu portata a vivere permanentemente con suo padre nel Paço de São Cristóvão nell'agosto 1827. Nel 1829 l'imperatore si risposò e interruppe definitivamente la sua relazione con la marchesa di Santos, che fu rimandato nella città di San Paolo. La nuova imperatrice consorte, Amelia di Leuchtenberg, aveva già chiarito che non avrebbe permesso che la figlia illegittima di suo marito rimanesse a palazzo e ancor prima del suo arrivo in Brasile, Isabel Maria doveva essere trasferita al Palazzo di Praia Grande, residenza estiva imperiale, nella città di Niterói.

### Studi in Europa
L'imperatore decise di mandare la sua figlia legittimata a studiare in Europa; il 25 novembre 1829, Isabel Maria, all'età di 5 anni, si imbarcò per la Francia, portando una lettera del segretario Francisco Gomes al visconte di Pedra Branca con la raccomandazione che la sua istruzione accademica fosse "la migliore possibile per fare una monaca, con il minimo eventuale spesa, senza però mancare della decenza dovuta ad una figlia di Sua Maestà Imperiale, poiché è una bastarda». Il viaggio ebbe numerosi contrattempi: una tempesta danneggiò le vele della nave, i suoi occupanti furono colpiti da un'epidemia di febbre e la piccola duchessa di Goiás cominciò a lamentare dolori al petto. Di fronte a questa situazione, Paulo Martins de Almeida, responsabile della ragazza, ordinò al comandante della nave di cambiare rotta verso la città di Plymouth, dove sbarcarono l'8 febbraio 1830. Il corteo si stabilì a Londra, mentre i visconti di Itabaiana e di Resende cercavano nella città di Parigi una scuola adatta all'educazione di Isabel Maria.
Isabel Maria fu infine portata nella città di Parigi, e continuò a studiare all'Ecole du Sacre-Coeur (ora Musée Rodin), un collegio dove venivano educate le figlie dell'aristocrazia cattolica francese. In Brasile, l'imperatore riceveva mensilmente rapporti medici e informazioni sullo sviluppo di sua figlia. Le suore responsabili della scuola riferirono che la duchessa di Goiás era estremamente docile e, ad eccezione del pianoforte, se la cavava bene in tutte le materie. Tuttavia, riferirono che era soggetta a sbalzi d'umore quando costretta a studiare.
Il 7 aprile 1831, l'imperatore abdicò al trono del Brasile e partì per l'Europa con la moglie Amelia de Leuchtenberg e la figlia maggiore, la regina Maria II del Portogallo. Poco dopo alcuni mesi trascorsi come ospite del re Luigi Filippo I, l'ex imperatore e ora duca di Braganza acquistò una casa e Isabel Maria iniziò a trascorrere i fine settimana con la sua famiglia. Questa volta Amelia di Leuchtenberg la accettò e finì per adottarla come figlia. Il 25 gennaio 1832, il duca di Braganza si recò in Portogallo per riprendere il trono usurpato dal fratello minore Michele, lasciando Isabel Maria alle cure della moglie e della suocera, Augusta di Baviera, duchessa vedova di Leuchtenberg. Subito dopo che le forze costituzionali conquistarono Lisbona, il duca di Braganza inviò suo cognato, il marchese di Loulé, a Parigi per portare sua moglie e sua figlia, la regina Maria II, in territorio portoghese. La duchessa di Goiás, in quell'occasione, ritornò in collegio.
Il duca di Braganza morì il 24 settembre 1834 e il compito di allevare Isabel Maria fu assunto dalla vedova e da sua madre; nel suo testamento il Duca cedette alla figlia una parte del suo patrimonio. La duchessa di Goiás era stata separata dalla marchesa di Santos così giovane che non aveva alcun ricordo della madre biologica e quindi aveva sempre considerato Amelia di Leuchtenberg e la duchessa vedova Augusta di Leuchtenberg come sua madre e nonna. Nel 1839, sotto la tutela del marchese di Resende, Isabel Maria si recò a Monaco e si unì all'Istituto Reale delle Giovani Donne per completare i suoi studi. Nel 1841, Amelia di Leuchtenberg comunicò i suoi progressi al figliastro, l'imperatore Pietro II: "Tutti sono molto contenti di Isabel Maria all'istituto, e mia madre scrive che cresce e diventa ogni giorno più bella".

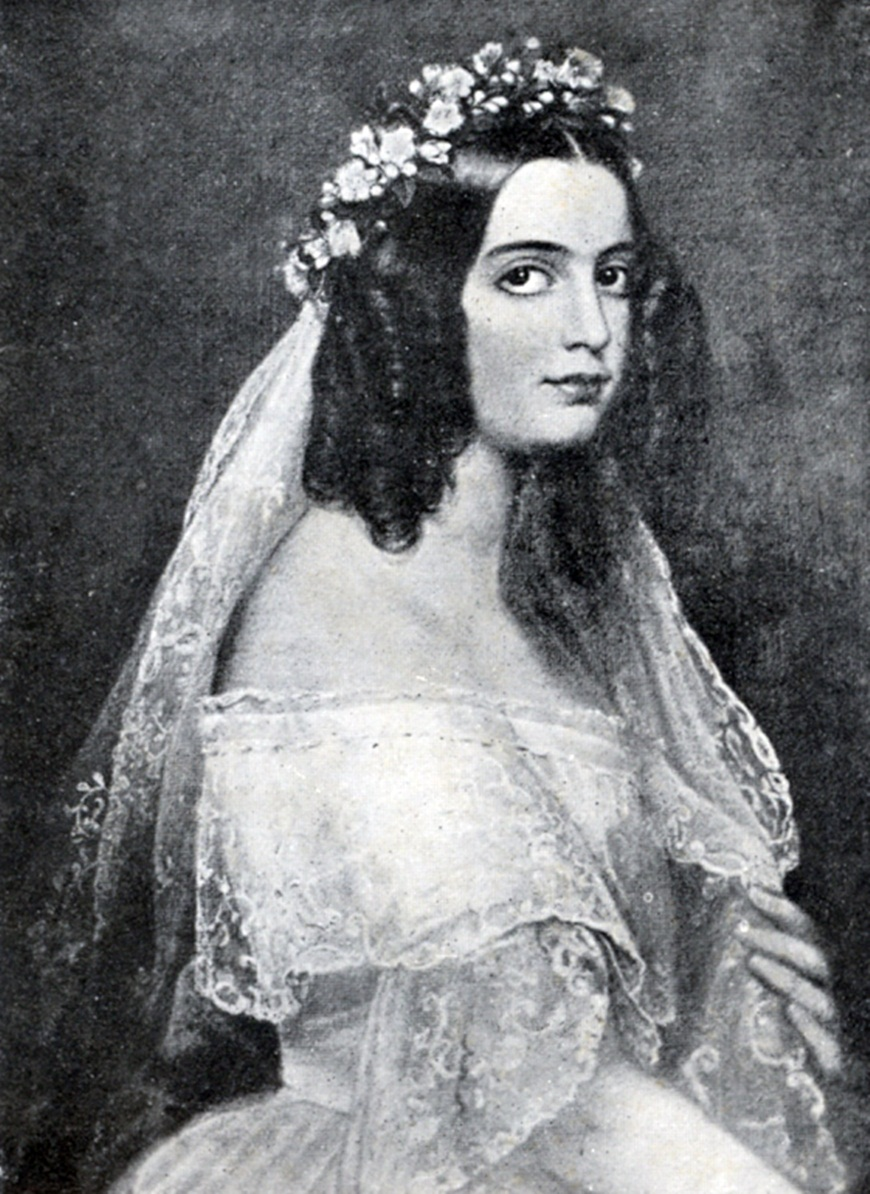
Isabel Maria nel giorno delle sue nozze, 1843.

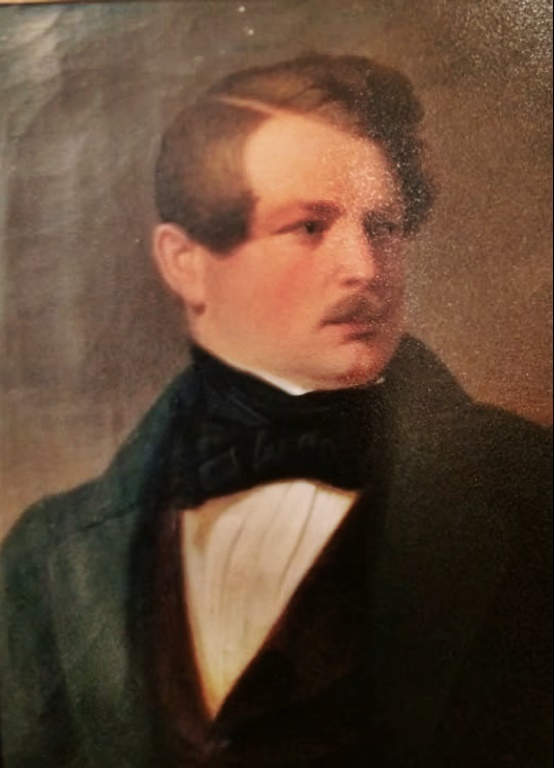
Ernst Joseph Johann Fischler von Treuberg, II conte di Treuberg e barone de Holsen, marito di Isabel Maria.

## Matrimonio
A quel tempo Amelia di Leuchtenberg iniziò a cercare un marito adatto per la sua figliastra. Sebbene avesse ricevuto una considerevole eredità da suo padre, la dote di Isabel Maria fu fornita dai suoi fratelli, l'imperatore Pietro II del Brasile e la regina Maria II del Portogallo, e dalla sua stessa matrigna, che si prese cura personalmente del suo corredo nuziale.
Nel 1842, la duchessa di Braganza informò l'imperatore del Brasile di aver disposto che la duchessa di Goiás sposasse Ernst Joseph Johann Fischler von Treuberg, II conte di Treuberg e barone di Holzen, figlio di Franz Xavier Nicolau Fischler von Treuberg e della principessa Maria Kreszentia di Hohenzollern-Sigmaringen, figlia più giovane di Carlo Federico di Hohenzollern-Sigmaringen. Tredici anni più vecchio della duchessa brasiliana, il conte era un ricco proprietario terriero e imparentato con la famiglia reale prussiana da parte di madre.
La cerimonia nuziale ebbe luogo al Palazzo Leuchtenberg a Monaco il 17 aprile 1843. A causa del suo matrimonio con uno straniero, Isabel Maria perse il titolo e gli onori brasiliani. La coppia ebbe quattro figli:
- Marie Amélie Fischler von Treuberg (6 febbraio 1844-30 marzo 1919);
- Ferdinand Fischler von Treuberg (24 gennaio 1845-3 luglio 1897), conte di Treuberg e barone di Holzen; sposò Rosine Antonie Therese, Edle von Poschinger, ebbero un figlio[15];
- Augusta Maria Fischler von Treuberg (8 ottobre 1846-16 agosto 1909), sposò Massimiliano, barone Tänzl von Tratzberg[16], ebbero sei figli;
- Franz Xavier Fischler von Treuberg (2 luglio 1855-1 febbraio 1933), sposò in prime nozze Karoline von Wendt, ebbero figli, e in seconde nozze Ludovika Manuela Maria von Wendt, ebbero figli.

### Rapporto con la duchessa di Braganza
Nel 1848 e poco dopo essersi sposato con la sorella di Isabel Maria, Maria Isabel de Alcântara, Pedro Caldeira Brant, conte di Iguaçu, cercò di contattare sua cognata in Baviera. Isabel Maria, che non aveva alcun ricordo della sua famiglia materna, rimase scioccata quando ricevette dal conte, come prova della sua ascendenza biologica, le lettere scambiate tra l'imperatore Pietro I del Brasile e la marchesa di Santos in cui gli innamorati menzionavano la loro figlia. La storia, che era stata nascosta alla duchessa di Góias per espresso desiderio del defunto ex imperatore, finì per scuotere inizialmente il rapporto familiare che Isabel Maria aveva con la matrigna Amelia di Leuchtenberg, che lei considerava sua madre.

## Morte
Suo marito morì il 14 maggio 1867, appena sei mesi prima della morte di sua suocera, la marchesa di Santos. Isabel Maria (che rimase in Europa e non fece mai ritorno in patria), morì a Murnau am Staffelsee, il 3 novembre 1898, esattamente 31 anni dopo la morte della madre. È sepolta accanto al marito nella chiesa del monastero di San Giovanni Battista.